# Кафедральний собор Всіх Святих Землі Волинської
Кафедра́льний собо́р Всіх Святи́х Землі́ Воли́нської — православний храм, що споруджується на честь 1000-ліття Волинської єпархії в місті Луцьку.

## проєктування
3 лютого 1993 року відбулися парафіяльні збори громади майбутнього храму. 15 лютого було зареєстровано статут.
На підставі рішення Луцької міської Ради № 204 від 22 червня 1994 року під спорудження собору було виділено земельну ділянку площею 1,8 га. 1 квітня 1996 року архієпископ Волинський і Луцький Нифонт Солодуха (УПЦ московського патріархату) затвердив завдання на проєктування собору, який повинен вміщувати до 3 тисяч вірян.
проєктований храм складається з п'яти куполів з розмірами 35×36 м. У нижньому (цокольному) поверсі запроєктовано нижній храм з басейном для хрещення дорослих. Діаметр центрального купола — 9 метрів, висота 50,5 м, а до верхів'я хреста 55,5 м. Згідно з проєктом, висота дзвіниці становитиме 60 м.

## Будівництво
21 липня 1998 року відбулася закладка каменю під новий храм. До жовтня 1997 року було проведено водопровід діаметром 250 мм за межі майбутнього будівельного майданчика. Враховуючи складні інженерно-геологічні умови і властивості ґрунтів все ж таки збудовано пальовий фундамент — 345 паль довжиною 9-11 метрів. На фундамент використано понад 700 м³ бетону, на стіни першого поверху храму — 2000 м³ бетону, арматури — 250 тонн, цегельної кладки — 100 м³.
Будівництво храму відбувається в тому числі й на пожертви. Так в 2009 році благодійний концерт хорового колективу «Волинські дзвони» зібрав 40 тисяч гривень. 4 серпня 2009 будівництво відвідав московський Патріарх Кирило. Станом на 2010 рік було завершено всі будівельні роботи в нижньому храмі.
Навесні 2023 року будівництво собору було зупинене.

## Служіння
1994 року на території майбутнього храму було встановлено тимчасовий храм-модуль для богослужінь. 23 жовтня тут вперше відслужили літургію. Починаючи зі свята Стрітення 1995 року в храмі-модулі щоденно проходять богослужіння.
13 грудня 2005 року митрополит Луцький і Волинський Нифонт відслужив першу молебень у новозбудованому нижньому храмі.